# Rebecca Muambo
Rebecca Ndolo Muambo (Buea, 16 de julio de 1985) es una deportista camerunesa que compite en lucha libre. Ganó tres medallas en los Juegos Panafricanos entre los años 2003 y 2015. Ha ganado siete medallas en el Campeonato Africano de Lucha entre los años 2010 y 2016.
Obtuvo una medalla de bronce en los Juegos de la Mancomunidad en 2014.
Participó en los Juegos Olímpicos de Verano de Río de Janeiro 2016 consiguiendo un 16.º puesto.

## Palmarés internacional
| Juegos Panafricanos       | Juegos Panafricanos               | Juegos Panafricanos | Juegos Panafricanos |
| Año                       | Lugar                             | Medalla             | Categoría           |
| ------------------------- | --------------------------------- | ------------------- | ------------------- |
| 2003                      | Abuya ()                          | Medalla de bronce   | 48 kg               |
| 2007                      | Argel (Argelia)                   | Medalla de bronce   | 48 kg               |
| 2015                      | Brazzaville (República del Congo) | Medalla de plata    | 48 kg               |
| Campeonato Africano       |                                   |                     |                     |
| Año                       | Lugar                             | Medalla             | Categoría           |
| 2010                      | El Cairo (Egipto)                 | Medalla de bronce   | 48 kg               |
| 2011                      | Dakar (Senegal)                   | Medalla de oro      | 48 kg               |
| 2012                      | Marrakech (Marruecos)             | Medalla de oro      | 48 kg               |
| 2013                      | Yamena (Chad)                     | Medalla de plata    | 48 kg               |
| 2014                      | Túnez (Túnez)                     | Medalla de plata    | 48 kg               |
| 2015                      | Alejandría (Egipto)               | Medalla de oro      | 48 kg               |
| 2016                      | Alejandría (Egipto)               | Medalla de oro      | 48 kg               |
| Juegos de la Mancomunidad |                                   |                     |                     |
| Año                       | Lugar                             | Medalla             | Categoría           |
| 2014                      | Glasgow ()                        | Medalla de bronce   | 48 kg               |